# فرانسيسكو دي أسيس كوتو دوس ريس
فرانسيسكو دي أسيس كوتو دوس ريس (24 أكتوبر 1926 - 20 أبريل 2011) مهندس معماري وأستاذ برازيلي.
ولد في أراكاجو سيرغيبي، وهو ابن ماريو ريس وجوانا أنجليكا دي ليما كوتو دوس ريس، من مدينتي بارنيبا البرازيلية (ولاية بياوي) وسلفادور (ولاية باهيا). أسيس ريس كما اشتهر به اسمه، كان يعتبر من أوائل المهندسين المعماريين للجيل الثاني من العمارة الحديثة في البرازيل، بعد أن مُنح «كولار دي أورو» (عقد ذهبي)، أعلى جائزة يمنحها معهد المهندسين المعماريين في البرازيل. توفي في سلفادور، باهيا، عن عمر يناهز 84 عامًا.